# Le Bignon

Le Bignon este o comună în departamentul Loire-Atlantique, Franța. În 2009 avea o populație de 3,227 de locuitori.